# Sylvia Hermon
Sylvia Eileen, Lady Hermon, född Paisley den 11 augusti 1955 i Galbally i Nordirland, är en tidigare nordirländsk politiker (oberoende). Hon var ledamot av underhuset för North Down mellan 2001 och 2019.
Hermon valdes först in i parlamentet för Ulster Unionist Party, men lämnade partiet år 2010 och satt istället som en oberoende unionist. Hon var mellan 1988 och 2008 gift med Sir Jack Hermon, tidigare polischef i Nordirland.